# Ревакович Тит Іванович
Тит Іванович Ревако́вич (6 вересня 1846, Старий Кропивник, тепер Дрогобицький район, Львівська область, Україна — 14 жовтня 1919, Львів) — український галицький суддя, громадський діяч.

## Життєпис
Батько — о. Іван Ревакович (8.10.1814, Германовичі — 3.2.1904), зокрема, парох у селі Волосянка, де й похований поблизу церкви. Мати — дружина батька Теодора Паславська, батьки взяли шлюб 4 серпня 1840 року.
Член-засновник НТШ. Правний дорадник товариства «Просвіта» у Львові і його почесний член, організатор і голова філії товариства «Просвіта» м. Львова з 1914, голова Товариства опіки для емігрантів ім. св. Рафаїла, співредактор «Зорі» (1888). Автор праць про Осипа-Юрія Федьковича, Лук'яна Кобилицю (ЗНТШ, т. CXXVI-CXXVII, 1918) та інних, статей в пресі. Друг та однодумець д-ра Олександра Барвінського. Олександр Кониський за порадою лікаря та на запрошення Т. Реваковича поправляв своє здоров'я у горах. У Реваковичів неодноразово бував поет і художник Корнило Устиянович, син Миколи.

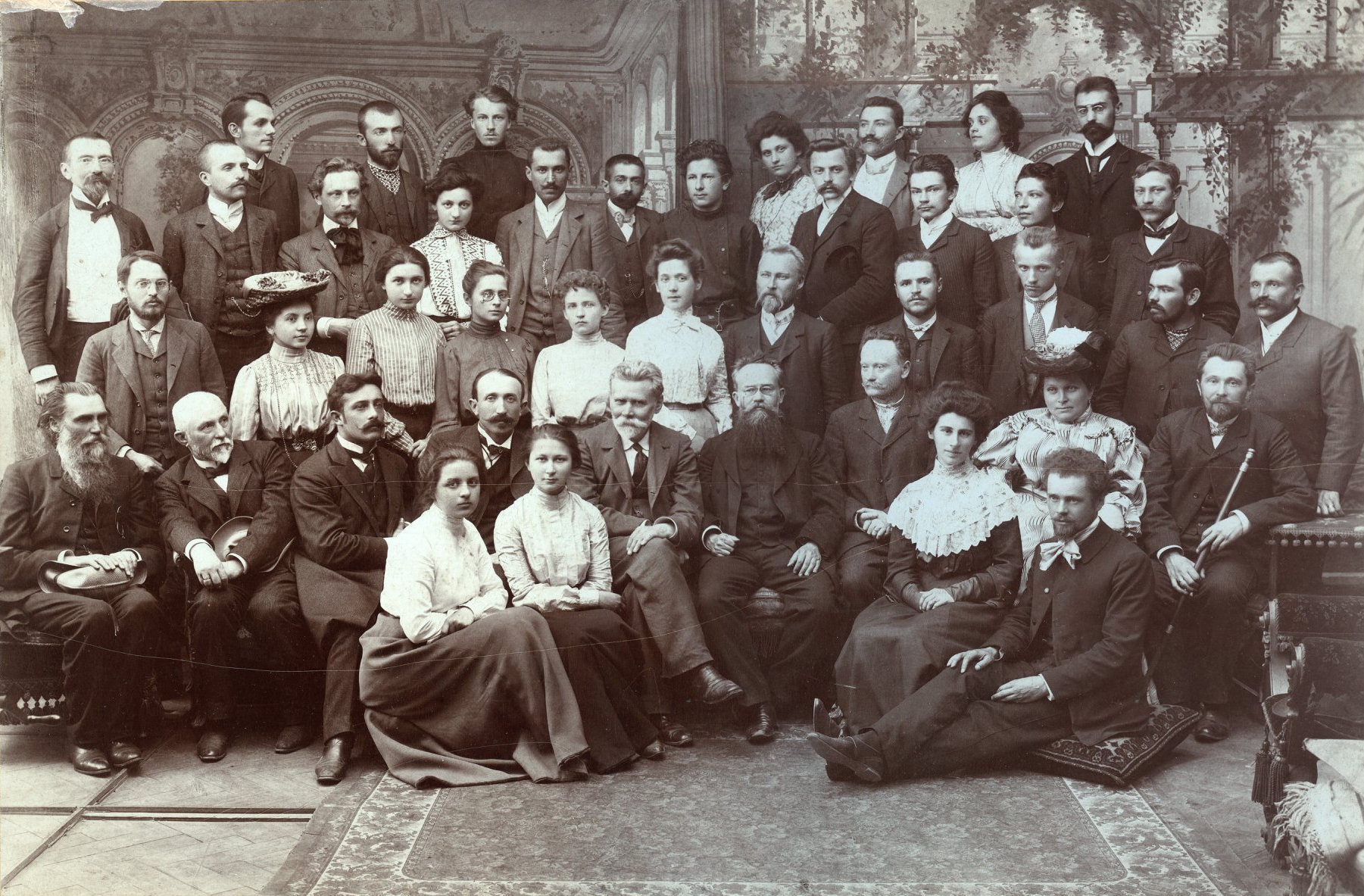
Викладачі та студенти Наукових курсів українознавства у Львові (організованих ТПУНЛШ), 5 липня 1904 р. Зліва направо: перший ряд (сидять): М. Дверницька, В. Чикаленківна, А. Трушева, І. Труш;
другий ряд (сидять): П. Рябков, Т. Ревакович, І. Брик, М. Ганкевич, Хв. Вовк, М. Грушевський, І. Франко, М. Грушевська, Вол. Гнатюк;
третій ряд (стоять): Вол. Дорошенко, М. Підлісецька (Мудракова), Г. Чикаленківна, К. Голицинська, О. Андрієвська, М. Липа, І. Липа, Ф. Шолудько, В. Панейко, Л. Сміщук, Л. Гарматій;
четвертий ряд (стоять): Вол. Лаврівський, Е. Голицинський, Юл. Бачинський, М. Крушельницька (Дроздовська), Дм. Дорошенко, Я. Грушкевич, Л. Чикаленко, Мих. Грушкевич, Ст. Дольницький, А. Хомик, М. Росткович;
п'ятий ряд (стоять): Юл. Ситник, Ол. Скоропис, Дм. Розов, Д. Старосольська (Шухевичівна), Вол. Загайкевич, Т. Єрми (п-ні Боднарова), Мих. Мочульський.

Похований на Личаківському цвинтарі, поле № 53. Місце поховання ідентифіковано працівниками музею « Личаківський цвинтар», встановлено пам'ятний знак.